# Zmarli w roku 1968
Lista osób zmarłych w 1968:

## styczeń 1968
- 2 stycznia – Cuno Hoffmeister, niemiecki astronom (ur. 1892)
- 4 stycznia – Joseph Pholien, belgijski adwokat i polityk, premier Belgii (ur. 1884)
- 5 stycznia – Hanna Mortkowicz-Olczakowa, polska poetka i pisarka żydowskiego pochodzenia (ur. 1905)
- 15 stycznia – Leopold Infeld, polski fizyk (ur. 1898)
- 22 stycznia – Duke Kahanamoku, hawajski pływak, uważany za wynalazcę nowoczesnego surfingu (ur. 1890)
- 23 stycznia – Maurus Witzel ofm, biblista katolicki, sumerolog, franciszkanin (ur. 1882)

## luty 1968
- 4 lutego – Neal Cassady, amerykański poeta (ur. 1926)
- 5 lutego – Wanda Krahelska, działaczka Polskiej Partii Socjalistycznej, członkini Organizacji Bojowej PPS, współtwórczyni Rady Pomocy Żydom „Żegota” (ur. 1886)
- 17 lutego – Arnoud van der Biesen, holenderski żeglarz, medalista olimpijski (ur. 1899)
- 20 lutego – Anthony Asquith, angielski reżyser (ur. 1902)
- 21 lutego – Howard Walter Florey, australijski farmakolog, noblista (ur. 1898)
- 28 lutego – Frankie Lymon, amerykański piosenkarz (ur. 1942)
- 29 lutego – Tore Ørjasæter, norweski poeta (ur. 1886)

## marzec 1968
- 6 marca – Frans Hin, holenderski żeglarz, medalista olimpijski (ur. 1906)
- 18 marca – Rita von Gaudecker, niemiecka pisarka (ur. 1879)
- 23 marca – Alfred Świerkosz, polski dziennikarz, fotograf (ur. 1900)
- 27 marca – Jurij Gagarin, kosmonauta radziecki, pierwszy człowiek w kosmosie (ur. 1934)
- 31 marca:
  - Bolesław Drobner, polski działacz socjalistyczny (ur. 1883)
  - Christen Wiese, norweski żeglarz, medalista olimpijski (ur. 1876)

## kwiecień 1968
- 1 kwietnia – Lew Landau (ros. Лев Давидович Ландау), rosyjski fizyk, noblista (ur. 1908)
- 4 kwietnia – Martin Luther King, przywódca czarnoskórych obywateli USA, został zamordowany w Memphis (ur. 1929)
- 7 kwietnia – Jim Clark, brytyjski kierowca wyścigowy, mistrz świata Formuły 1 (ur. 1936)
- 8 kwietnia – Harold Babcock, amerykański astronom (ur. 1882)
- 10 kwietnia – Gustavs Celmiņš, litewski polityk (ur. 1899)
- 16 kwietnia – Edna Ferber, amerykańska pisarka (ur. 1885)
- 24 kwietnia – Walter Tewksbury, amerykański lekkoatleta (ur. 1876)
- 26 kwietnia – Janusz Chmielowski, polski inżynier i wybitny taternik (ur. 1878)
- 29 kwietnia – Wojciech Świętosławski, polski chemik, biofizyk i polityk (ur. 1881)

## maj 1968
- 7 maja – Mike Spence, angielski kierowca rajdowy (ur. 1936)
- 9 maja – Mercedes de Acosta, amerykańska poetka (ur. 1893)
- 14 maja – Husband Edward Kimmel, amerykański admirał (ur. 1882)
- 15 maja – Gilbert Gérintès, francuski rugbysta, medalista olimpijski (ur. 1902)
- 20 maja – Stanisław Kossuth, polski inżynier górnictwa, docent, kawaler Orderu Virtuti Militari (ur. 1893)[1]
- 28 maja – Thorsten Grönfors, szwedzki tenisista i żeglarz (ur. 1888)

## czerwiec 1968
- 1 czerwca – Helen Keller, amerykańska głuchoniema pisarka (ur. 1880)
- 4 czerwca – Reidar Martiniuson, norweski żeglarz, medalista olimpijski (ur. 1893)
- 6 czerwca:
  - Ellen Gleditsch, norweska chemiczka (ur. 1879)
  - Robert F. Kennedy, senator USA, zginął w wyniku zamachu (ur. 1925)
- 14 czerwca – Salvatore Quasimodo, włoski poeta (ur. 1901)

## lipiec 1968
- 6 lipca – Herman Nyberg, szwedzki żeglarz, medalista olimpijski (ur. 1880)
- 7 lipca – Joseph Schlesser, francuski kierowca rajdowy (ur. 1928)
- 9 lipca – Hanna Orthwein, polska ceramiczka, projektantka przemysłowa (ur. 1916)
- 18 lipca – Corneille Heymans, belgijski fizjolog, noblista (ur. 1892)
- 23 lipca – Henry Hallett Dale, angielski fizjolog i biochemik, noblista (ur. 1875)
- 28 lipca – Otto Hahn, niemiecki fizykochemik, noblista (ur. 1879)

## sierpień 1968
- 3 sierpnia – Konstanty Rokossowski, marszałek ZSRR i Polski (ur. 1896)
- 15 sierpnia – Tina Pica, włoska aktorka teatralna i filmowa (ur. 1884)
- 19 sierpnia – George Gamow, fizyk amerykański pochodzenia ukraińskiego (ur. 1904)
- 21 sierpnia – Mieczysław Jastrzębski, polski działacz komunistyczny (ur. 1908)

## wrzesień 1968
- 12 września – Ryszard Siwiec, żołnierz AK (ur. 1909)[2]
- 16 września – Andrzej Czudek, polski leśnik, przyrodnik, działacz ochrony przyrody (ur. 1901)
- 19 września – Chester Carlson, amerykański fizyk, wynalazca kserografii (ur. 1906)
- 21 września – Charles Tilden, amerykański sportowiec, medalista olimpijski (ur. 1894)
- 23 września – Francesco Forgione, znany też jako Ojciec Pio, włoski duchowny (ur. 1887)

## październik 1968
- 2 października – Marcel Duchamp, francuski malarz (ur. 1887)
- 10 października – Nikifor Krynicki, polski malarz prymitywista pochodzenia łemkowskiego (ur. 1895)
- 30 października – Rose Wilder Lane, amerykańska pisarka (ur. 1886)

## listopad 1968
- 6 listopada – Charles Münch, francuski skrzypek i dyrygent (ur. 1891)
- 7 listopada – Aleksander Gelfond (ros. Александр Осипович Гельфонд), rosyjski matematyk, autor twierdzenia Gelfonda (ur. 1906)
- 14 listopada – Sven Thomsen, duński żeglarz, medalista olimpijski (ur. 1884)
- 17 listopada – Mervyn Peake, brytyjski pisarz, poeta, ilustrator (ur. 1911)
- 25 listopada – Upton Sinclair, amerykański pisarz (ur. 1878)
- 26 listopada – Arnold Zweig, niemiecki pisarz (ur. 1887)

## grudzień 1968
- grudzień – Salomon Wininger, austro-żydowski biografista (ur. 1877)
- 2 grudnia – Adamson-Eric, estoński artysta zajmujący się głównie malarstwem w sztuce użytkowej (ur. 1902)
- 3 grudnia – Abdułła Adigamow, baszkirski i radziecki polityk (ur. 1896)
- 10 grudnia – Karl Barth, szwajcarski teolog (ur. 1886)
- 12 grudnia – Tallulah Bankhead, amerykańska aktorka (ur. 1902)
- 18 grudnia:
  - Dorothy Garrod, brytyjska archeolog (ur. 1892)
  - Stanisław Pigoń, historyk literatury polskiej (ur. 1885)
- 19 grudnia – Norman Thomas, amerykański polityk (ur. 1884)
- 20 grudnia – John Steinbeck, amerykański pisarz (ur. 1902)
- 21 grudnia:
  - Vittorio Pozzo, włoski piłkarz, trener (ur. 1886)
  - Nikołaj Szynkarienko, rosyjski generał major, pisarz i publicysta emigracyjny (ur. 1890)
- 25 grudnia – Håkon Bryhn, norweski żeglarz, medalista olimpijski (ur. 1901)
- 26 grudnia – Weegee, właściwie Arthur Fellig, amerykański fotograf i dziennikarz (ur. 1899)
- 30 grudnia – Trygve Lie, norweski polityk, w latach 1946–1953 pierwszy sekretarz generalny ONZ (ur. 1896)
- 31 grudnia – Sabin Drăgoi, rumuński kompozytor i etnomuzykolog (ur. 1894)